# Reformas de Atatürk

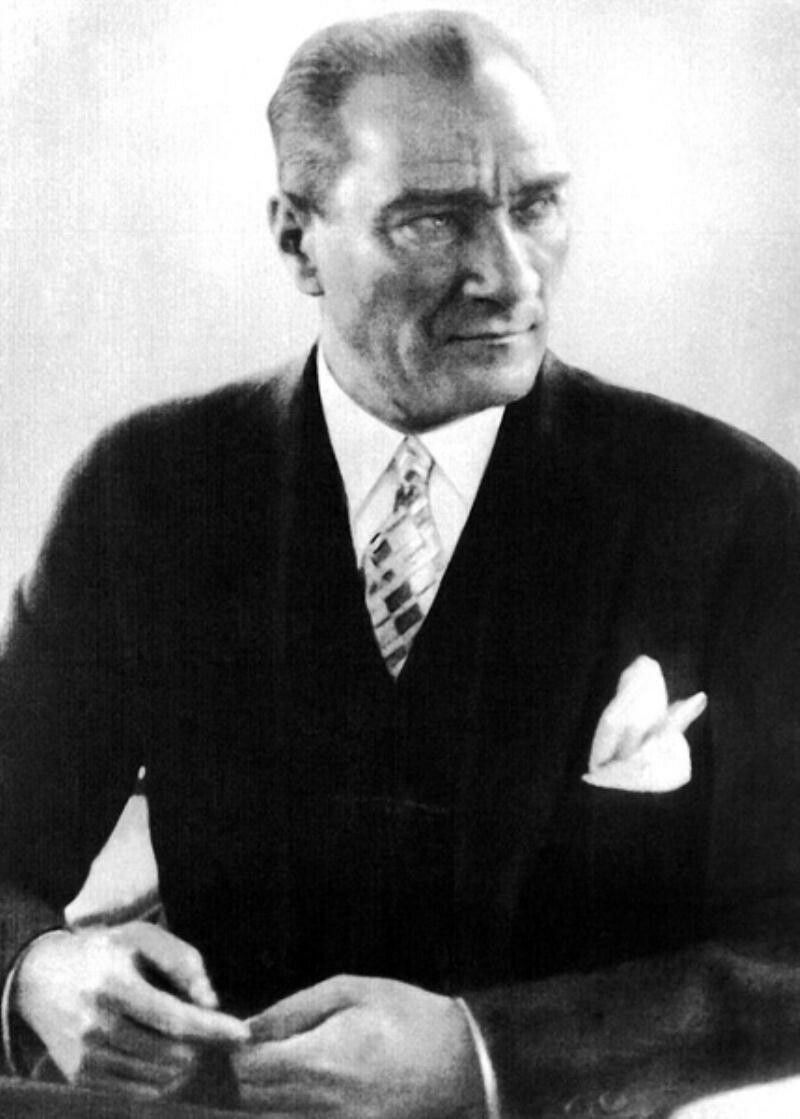
Mustafa Kemal Atatürk, presidente de Turquía entre 1923 y 1938

Las reformas de Atatürk (en turco: Atatürk İnkılâpları) fueron una serie de cambios políticos, legales, religiosos, culturales, sociales y económicos, diseñados para convertir a Turquía en un Estado-nación secular y moderno, implementados bajo el liderazgo de Mustafa Kemal Atatürk de acuerdo con la ideología kemalista. Su partido político, el Partido Popular Republicano (CHP) dirigió Turquía como un estado de partido único e implementó estas reformas a partir de 1923. Después de la muerte de Atatürk en 1938, su sucesor İsmet İnönü continuó con el gobierno de un solo partido y las reformas al estilo kemalista hasta que el CHP perdió ante el Partido Demócrata en las elecciones de 1950.
El centro de las reformas fue la creencia de que la sociedad turca tenía que modernizarse o, más claramente, "occidentalizarse". Esto significó implementar una reforma generalizada que impactó no solo en la política, sino también en las esferas económica, social, educativa y legal de la sociedad turca. Las reformas implicaron una serie de cambios institucionales fundamentales que pusieron fin a muchas tradiciones y siguieron un programa cuidadosamente planificado para desentrañar el complejo sistema que se había desarrollado durante los siglos anteriores.
Las reformas comenzaron con la modernización de la constitución, incluida la promulgación de la nueva Constitución de 1924 en sustitución de la Constitución de 1921, y la adaptación de las leyes y la jurisprudencia europeas a las necesidades de la nueva república. A esto le siguió una profunda secularización y modernización de la administración, con especial énfasis en el sistema educativo.
Los elementos del sistema político visionado por las Reformas de Atatürk se desarrollaron por etapas, pero para 1935, cuando la última parte de las Reformas de Atatürk eliminaron la referencia al Islam en la Constitución, Turquía se convirtió en una república secular y democrática, que deriva su soberanía del pueblo. La soberanía turca recae en la Nación turca, que delega su voluntad en un parlamento unicameral electo, la Gran Asamblea Nacional Turca. El preámbulo de la constitución también invoca los principios del nacionalismo, definido como el "bienestar material y espiritual de la República". La naturaleza básica de la República es la laicidad, la igualdad social, la igualdad ante la ley, y la indivisibilidad de la República y de la Nación Turca. Así, se propone fundar un Estado-nación unitario con separación de poderes basada en los principios de la democracia laica.
Las reformas se basaron en las 6 flechas del kemalismo (como se le llama a la ideología implementada por Atatürk) las cuales simbolizan el republicanismo, populismo, nacionalismo, secularismo, estatismo y reformismo.
Históricamente, las reformas de Atatürk siguen el período Tanzimat ("reorganización") del Imperio Otomano, que comenzó en 1839 y terminó con la Primera Era Constitucional en 1876, el régimen autoritario de Abdul Hamid II de 1878-1908 que introdujo grandes reformas en la educación y la burocracia, así como la experiencia del Imperio Otomano en el pluralismo político prolongado y el estado de derecho de los Jóvenes Turcos durante la Segunda Era Constitucional de 1908 a 1913, y se hicieron varios esfuerzos para secularizar y modernizar el imperio entre 1913 y 1918.

## Objetivos

### Unidad nacional
El objetivo de las reformas de Atatürk era mantener la independencia de Turquía del gobierno directo de fuerzas externas (países occidentales). El proceso no fue utópico (en el sentido de que no es la idea de un líder de cómo debería ser una sociedad perfecta, sino que es una fuerza unificadora de una nación), en el sentido de que Atatürk unió a la mayoría musulmana turca de 1919 a 1922 en la Guerra de Independencia de Turquía, y expulsó a las fuerzas extranjeras que ocupaban lo que el Movimiento Nacional Turco consideraba la patria turca. Ese espíritu de lucha se convirtió en la fuerza unificadora que estableció la identidad de un nuevo estado, y en 1923, el Tratado de Lausana fue firmado, poniendo fin al Imperio Otomano y reconociendo internacionalmente a la recién fundada República de Turquía. De 1923 a 1938, se instituyeron una serie de reformas políticas y sociales radicales. Transformaron Turquía y marcaron el comienzo de una nueva era de modernización, incluida la igualdad civil y política para las minorías sectarias y las mujeres.

### Reforma del Islam
El Imperio Otomano era un estado islámico en el que el jefe del estado, el sultán, también ocupaba el cargo de califa. El sistema social estaba organizado en torno a la estructura del millet, la cual permitió un alto grado de continuidad religiosa, cultural y étnica en toda la sociedad, pero al mismo tiempo permitió que la ideología religiosa se incorporara al sistema administrativo, económico y político.
Había dos secciones del grupo de élite al frente de las discusiones para el futuro. Estos fueron los "reformistas islamistas" y los "occidentales". Muchos objetivos básicos eran comunes a ambos grupos. Algunos intelectuales seculares, e incluso ciertos pensadores musulmanes de mentalidad reformista, aceptaron la opinión de que el progreso social en Europa había seguido a la reforma protestante, como se expresa en la obra Histoire de la civilisation en Europe (1828) de François Guizot. Los pensadores musulmanes reformistas concluyeron a partir de la experiencia luterana que la reforma del Islam era imperativa. Abdullah Cevdet, Ismail Fenni Ertuğrul y Kılıçzâde İsmail Hakkı (İsmail Hakkı Kılıçoğlu), que eran pensadores occidentalistas, se inspiraron más bien en la posterior marginación de la religión en las sociedades europeas. [5] Para ellos, una religión reformada sólo tenía un papel temporal que desempeñar como instrumento para la modernización de la sociedad, después del cual sería apartada de la vida pública y limitada a la vida personal.

### Occidentalización
Los Jóvenes Turcos y otros intelectuales otomanos plantearon la cuestión de la posición del imperio con respecto a Occidente (principalmente entendido como la Europa cristiana). Occidente representó la ascendencia intelectual y científica, y proporcionó el modelo para la sociedad ideal del futuro.

## Reformas principales

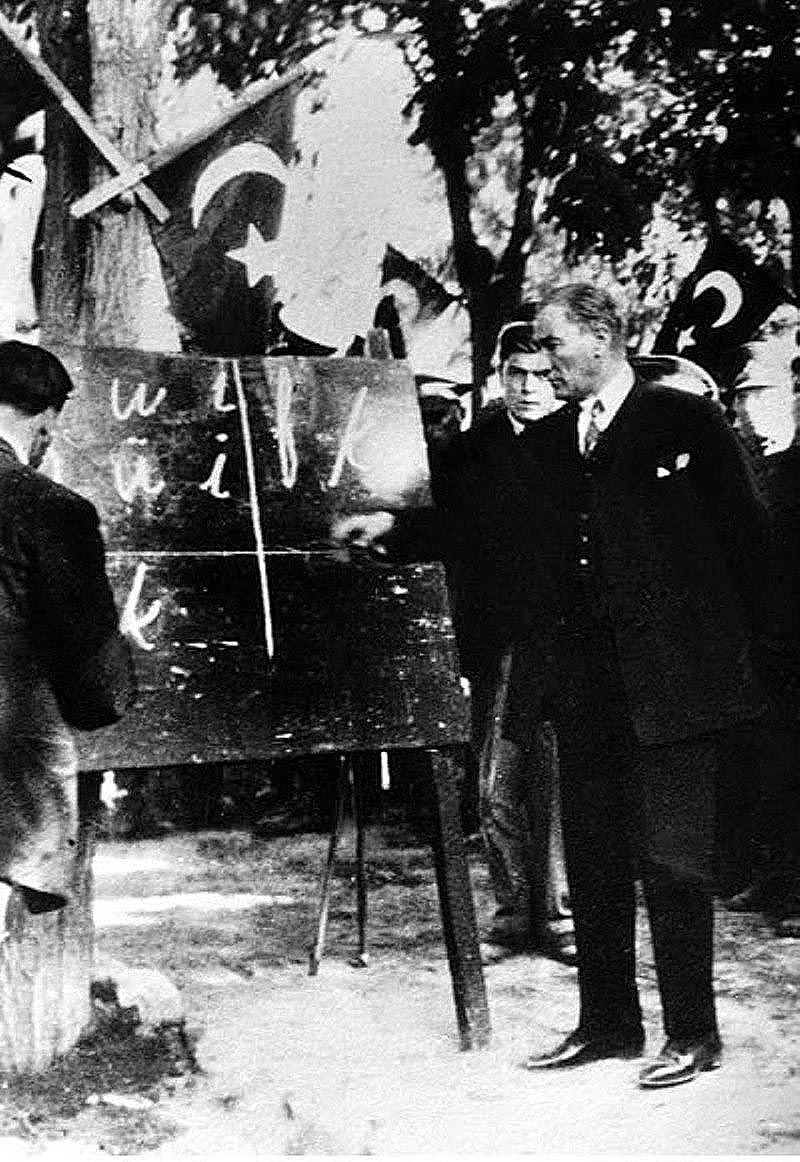
Atatürk en un acto en Kayseri (20 de septiembre de 1928), presentando el alfabeto turco

Atatürk, siendo un reformador integral, creyó que era importante que Turquía se modernizara para progresar al nivel de las naciones más desarrolladas. Por eso, entre 1922 y 1938, Atatürk emprendió una serie de reformas que consideró de vital importancia para la salvación y supervivencia del pueblo turco y para elevar a Turquía al grado de país civilizado moderno.
Entre las reformas implementadas se destacan las siguientes:

### Reformas políticas
- Abolición del sultanato (1° de noviembre de 1922).

- Declaración de la república (29 de octubre de 1923).

- Abolición del califato (3 de marzo de 1924).

### Reformas sociales
- Reforma de Tocados y Vestimenta (25 de noviembre de 1925). Con esa reforma, las mujeres dejaron de llevar velo y los hombres dejaron de usar el fez.

- La ley del apellido (21 de junio de 1934), por la cual los turcos debían adoptar apellidos fijos y hereditarios.

- Adopción del calendario solar (reemplazando el calendario rumi) y cambio del viernes (el día santo musulmán) en un día laborable y el domingo se convierte en el día oficial de descanso de la semana (1925).

- Adopción del calendario gregoriano y el sistema internacional de pesos y medidas (1925 - 1931)

- Cierre de las logias masónicas (14 de octubre de 1935). La asociación fue acusada de tener raíces extranjeras y llevar a cabo actividades secretas contra la causa nacional, y fue clausurada.[8][9]

### Reformas legales
- Abolición de los tribunales religiosos (1924 - 1937)

- Implementación de la estructura legal secular. Para ello Atatürk adoptó el Código Civil Suizo como sustituto del Derecho Canónico e introdujo el Código Penal Italiano en reemplazo del código penal vigente. De esta maneral sistema legal turco se modernizó según los requisitos contemporáneos.

- La liberación de las mujeres de Turquía otorgándoles derechos políticos y sociales. Con las reformas, las mujeres turcas (quienes durante siglos habían sido desatendidas) obtuvieron nuevos derechos. Así, las mujeres turcas estaban en igualdad de derechos que los hombres, podrían ser nombradas para cargos públicos y tendrían derecho a votar y ser elegidas (a partir de 1934).

- Unificación de la educación. Abolición de Madrasas, renovaciones de los programas escolares según las necesidades contemporáneas y nacionales y apertura de nuevas universidades (3 de marzo de 1924). Ataturk observó que el sistema educativo turco no satisfacía las necesidades de la nueva sociedad. Por eso se estableció un nuevo sistema educativo similar a los sistemas occidentales. En 1933 se introdujo una reforma universitaria.

- Adopción de una versión modificada del alfabeto latino, en reemplazo del alfabeto árabe (1° de noviembre de 1928).

Así mismo, también se llevaron a cabo algunas reformas económicas, como la incorporación de un nuevo código de comercio copiado del francés. Además, Atatürk convirtió a Ankara, en ese entonces una pequeña ciudad, en la nueva capital del país, sustituyendo a Estambul, para tener la capital en un punto geográfico más central.

## Análisis

### Argumentos sobre la eficacia
Algunas personas pensaron que el ritmo de cambio bajo Atatürk fue demasiado rápido ya que, en su búsqueda por modernizar Turquía, efectivamente abolió tradiciones centenarias. No obstante, la mayor parte de la población aceptó voluntariamente las reformas, aunque se consideró que algunas reflejaban las opiniones de las élites urbanas a expensas de los habitantes generalmente analfabetos de las zonas rurales, donde los sentimientos religiosos y las normas consuetudinarias tendían a ser más fuertes. 
Probablemente el área de reforma más controvertida fue la de la religión. La política de laicismo estatal ("neutralidad activa") encontró oposición en su momento y sigue generando un grado considerable de tensión social y política. Sin embargo, cualquier movimiento político que intente aprovechar el sentimiento religioso a expensas del laicismo turco probablemente se enfrente a la oposición de las fuerzas armadas, que siempre se han considerado a sí mismas como las principales y más fieles guardianas del laicismo.

### Argumentos sobre reforma o revolución
El nombre turco de las reformas de Atatürk significa literalmente "revoluciones de Atatürk", ya que, estrictamente hablando, los cambios fueron demasiado profundos para ser descritos como meras "reformas". También refleja la creencia de que esos cambios, implementados como lo fueron durante el período de partido único, estaban más en consonancia con las actitudes de la élite progresista del país que con una población en general acostumbrada a siglos de estabilidad otomana, un intento de convencer a un pueblo tan condicionado a los méritos de cambios tan profundos pondría a prueba el coraje político de cualquier gobierno sujeto a condiciones multipartidistas.

### Los militares y la república
No solo se reorganizaron todas las instituciones sociales de la sociedad turca, sino que también se reemplazaron los valores sociales y políticos del estado. Esta nueva ideología estatal secular se conocería como kemalismo y es la base de la República democrática de Turquía. Desde el establecimiento de la república, el ejército turco se ha percibido a sí mismo como el guardián del kemalismo y ha intervenido en la política turca con ese fin en varias ocasiones, incluido el derrocamiento de gobiernos civiles mediante golpes de Estado. Si bien esto puede parecer contrario a los ideales democráticos, las autoridades militares y los laicos argumentaron que era necesario a la luz de la historia turca, los esfuerzos en curso para mantener un gobierno laico y el hecho de que las reformas se implementaron en un momento cuando los militares ocupaban el 16,9% de los puestos de trabajo profesionales (la cifra correspondiente hoy es sólo el 3%).